# Jakovljev Jak-130
Jakovljev Jak-130 (NATO-ova oznaka Mitten) je podzvučni napredni trener / laki jurišnik (dvosjed) kojeg je razvio ruski dizajnerski ured Jakovljev. Razvoj zrakoplova započeo je 1991. dok je probni let proveden 26. travnja 1996. godine. Jak-130 je 2005. pobijedio na javnom natječaju kojeg je objavila ruska Vlada o uvođenju novog trenera u rusko ratno zrakoplovstvo, a u njega je uveden 2009.
Kao napredni trener, Jakovljev Jak-130 može ponoviti karakteristike lovaca generacije 4+ kao i lovca Suhoj T-50 iz 5. generacije. Avion može obavljati lake napade i operacije izviđanja prenoseći pritom borbeni komplet u težini od 3.000 kg.

## Povijest
Početkom 1990-ih sovjetska Vlada je od vojnih industrija zatražila razvoj novog zrakoplova koji bi zamijenio postojeće čehoslovačke trenere Aero L-29 Delfín i Aero L-39 Albatros. Svoje prijedloge su iznijela četiri dizajnerska ureda. Suhoj je predstavio Suhoj S-54, Mjasišev M-200, Mikojan MiG-AT, a Jakovljev Jak-UTS. 1991. odbačene su ponude Mjasiševa i Suhoja dok su u daljnjem natjecanju ostali Mikojan-Gurevič i Jakovljev. 10. travnja 2002. objavljeno je da je Jak-130 postao pobjednik ruskog javnog natječaja o uvođenju trenera za osnovnu i naprednu obuku pilota u ruskim zračnim snagama.
Razvoj Jak-UTS započeo je 1991. godine, a njegov dizajn je dovršen u rujnu 1993. godine. Iste godine tvrtka Jakovljev je potpisala ugovor s talijanskim Aermacchijem na temelju kojeg su zajedno radili na razvoju novog aviona koji je tako postao Jak/AEM-130. Jak-130 je ponuđen ruskom, a Alenia Aermacchi M-346 Master talijanskom tržištu.
Prvi let trenera Jak-130 pod registracijom RA-431130 izveden je 25. travnja 1996. u Žukovskom, a javnosti je predstavljen na pariškom aeromitingu u lipnju 2005. godine. Te godine su ruske zračne snage potpisale prvi ugovor s tvrtkom Jakovljev o kupnji 12 trenera. 30. travnja 2004. godine izveden je probni let prve predserije trenera sastavljenog u pogonu u Nižnji-Novgorodu. Nakon toga uslijedile su još tri predserije zrakoplova. U prosincu 2009. obavljena su posljednja testiranja nakon čega je Jak-130 uveden u rusko ratno zrakoplovstvo. Prvi serijski Jakovljev je dostavljen centru za obuku u Lipecku 19. veljače 2010. godine. Prva dostavljena serija ja obuhvaćala 12 aviona. Rusko zrakoplovstvo namjerava kupiti najmanje 72 trenera Jak-130 što je dovoljno za opremanje četiri pukovnije za obuku.

## Dizajn
Jak-130 se koristi za osnovnu i naprednu obuku vojnih pilota, a njegov proizvođač procjenjuje da se njime može pokriti do 80% programa letne obuke. Osim za obuku, može se koristiti i kao laki jurišnik te za operacije izviđanja. Pritom može prenositi borbeni komplet u težini od 3.000 kg što može uključivati pomoćne spremnike za gorivo, navođene projektile, opremu za elektroničko ratovanje i elektroničke protumjere. Prema riječima Konstantina Popoviča, glavnog dizajnera Jak-130: "avion je testiran sa svim zračnim oružjem do 500 kg težine koje je u službi ruskog ratnog zrakoplovstva".
Izvorno je kao avionski motor odabran AI-25, no on je kasnije odbijen. Stoga Jak-130 pokreću dva modificirana motora Klimov RD-35M dok će izvozne inačice biti opremljene s motorima Ljuljka-Saturn AL-55 ako ih kupac odabere.
Odabirom metala i kompozita za glavni građevni materijal strukture aviona, predviđa se da je životni vijek Jakovljeva 15.000 radnih sati te 25.000 slijetanja.
Unutarnji spremnik goriva ima kapacitet od 2.060 litara dok dodatni spremnik ispod trupa zauzima 700 litara. Jedna od zanimljivosti zrakoplova tvrtke Jakovljev je niski tlak u gumama koji avionima omogućava slijetanje na neasfaltirane površine. U kokpitu se nalaze dva (u izvoznim inačicama tri) višefunkcionalna zaslona zajedno s kacigom za navigaciju i sustavom za upravljanje paljbom. Sjedala Zvijezda K-36 omogućuju katapultiranje pilota na nultoj točki, odnosno kada je avion prizemljen.
Jak-130 može koristiti široki raspon oružja, uključujući top i navođene projektile koji se mogu montirati na devet utora.
Borbena obuka uključuje primjenu bojnog i vježbovnoga oružja, npr. gađanje raketama zrak-zrak i zrak-zemlja, izbacivanje bombi, paljbu topom te uporabu samoobrambenih sustava.
Jak-130 je prvi ruski zrakoplov koji ima u potpunosti digitalnu avioniku. Zrakoplov je klimatiziran, a radni vijek aviona je oko 30 godina.

## Inačice
- Jakovljev Jak-130: osnovna dvosjedna inačica namijenjena osnovnom i naprednom treningu pilota te lakim napadima i izviđanju.
- Jakovljev Jak-131, Jak-133 i Jak-135: višenamjenske inačice koje mogu poslužiti kao jurišnici jednosjedi ili za VIP-transport (četiri sjedala).[8]

## Korisnici

### Postojeći korisnici
- Rusija: primarni korisnik. Ruske zračne snage trenutno koriste 20 trenera dok se jedan avion srušio.[9] Prva isporuka je obavljena krajem srpnja 2009. Rusija je dala zahtjev za kupnju između 72 - 200 zrakoplova.[10] Ruske zračne snage naručile su 55 zrakoplova.[10]
- Alžir: zemlja je prvi strani kupac koji je 2006. potpisao ugovor o kupnji 16 trenera Jakovljev Jak-130.[11] U kolovozu 2009. piloti alžirskog ratnog zrakoplovstva su obavili probne letove. U studenom 2011. su dostavljena prva tri trenera te se očekuje isporuka preostalih 13 zrakoplova.[12]
- Bangladeš: bangladeško ratno zrakoplovstvo je naručilo između 12 i 16 trenera koji bi zamijenili postojeći L-39 Albatros. Isporuka se očekuje 2014.[13][14]
- Bjelorusija: bjeloruske zračne snage su naručile četiri trenera koji će se zemlji dostaviti 2015.[15]
- Vijetnam: naručeno je osam trenera Jak-130.[16]

### Embargo
- Libija: zemlja je naručila šest trenera Jak-130.[17] Međutim, nakon rata u Libiji 2011. godine, te UN-ovog uvođenja embarga na uvoz i izvoz oružja u zemlju, ruski predsjednik Dmitrij Medvjedev je stavio embargo na vojnu prodaju u Libiji.[18] U "normalnim neratnim uvjetima" isporuka bi se očekivala između 2011. i 2012.[3]
- Sirija: zemlja je najprije prema nekim izvorima počela pregovarati o kupnji zrakoplova Jak-130.[19] U konačnici je ukupno naručeno 36 trenera ukupne vrijednosti 550 milijuna USD.[20][21] Međutim, ugovor je suspendiran u srpnju 2012. godine zbog građanskog rata u Siriji.[22]

## Zračne nesreće i incidenti
29. svibnja 2010. godine se tokom testiranja srušio jedan zrakoplov u blizini Lipecka (oba pilota su se sigurno katapultirala).

## Tehničke karakteristike (Jak-130)
Izvori podataka: YAK.ru
Osnovne karakteristike
- posada: 2
- dužina: 11,49 m
- raspon krila: 9,72 m
- površina krila: 23,52 m²
- visina: 4,76 m

Letne karakteristike
- najveća brzina: 1.050 km/h (644 mph)
- ekonomska brzina: 887 km/h (551 mph)
- dolet: 2.546 km (1.582 milje)
- brzina penjanja: 50 m/sek. (10.00 stopa/min.)
- najveća visina leta: 12.500 m
- specifično opterećenje krila: 276,4 kg/m²
- motor: 2× turboventilatorska motora Klimov RD-35M
2× turboventilatorska motora Ljuljka-Saturn AL-55 (izvozna inačica)

Naoružanje
- naoružanje:
- devet utora za montiranje svih vrsta ruskih i zapadnih raketa zrak-zrak i zrak-zemlja te glupih i pametnih bombi.
- defanzivne mjere: elektroničke protumjere

## Vanjske poveznice
- Tehnologija Jak-130
- Yak-130 Light attack and training aircraft (Combat Trainer Jet)
- Bill Gunston: "Yakovlev Aircraft since 1924.", London, UK: Putnam Aeronautical Books, 1997. ISBN 1-55750-978-6.